# Пиер Селис
Пиер Селис е прочут белгийски пивовар, който през 1966 г. възражда в родния си град Хугарден белгийския бирен стил уит бира.

## Биография
Пиер Селис е роден на 21 март 1925 г. в градчето Хугарден (Hoegaarden), Фламандски Брабант, в семейство на млекар. Още през ученическите си години работи в местните пивоварни. След Втората световна война обаче пивоварството в региона постепенно запада. Производството на прочутата местна бяла бира е преустановено, тя не издържа конкуренцията на настъпващите белгийски масови лагер бири. Последната пивоварна в Хугарден, „Tomsin“ затваря врати в края на 1950-те години.
През 1965 г. Пиер Селис, подтикван от свои приятели, решава да възобнови производството на бялата бира. Първоначално купува оборудването на малка пивоварна в Лимбур с обем 25 хектолитра годишно, и го инсталира в дома си. Бързият успех го принуждава да разшири производството и през 1966 г. той купува и сградата на изоставената лимонадена фабрика в града. Пивоварната е наречена „Brouwerij Celis“, като впоследствие през 1980 г. е преименувана в „Brouwerij De Kluis“. Бирата на Селис, която е наречена „Хугарден“, бързо печели популярност и през следващите години производството непрекъснато расте, за да достигне 300 000 хектолитра през 1985 г. Селис дори започва да експортира бира в САЩ, когато през същата 1985 г. пожар опустошава пивоварната. Застраховката не може да покрие щетите, но компанията „Stella Artois“ предлага да инвестира средства за възстановяване на пивоварната в замяна на 45 процента от акциите и.
Първоначално отношенията със „Stella Artois“ са много добри, но всичко се променя през 1988 г., когато „Stella Artois“ се обединява с „Piedboeuf“ и се създава пивоварната компания „Interbrew“. Новите собственици започват да правят опити за намеса в работата на Селис, но той решително отказва да промени старите рецепти и технологии. Натискът върху него се увеличава. Политиката на „Interbrew“ е насочена към затваряне на по-малките пивоварни фабрики в цялата страна, с цел да се концентрира производството в големите заводи на компанията в Льовен и Лиеж. Пиер Селис решава да се пенсионира и продава дела си от „Brouwerij De Kluis“ на „Interbrew“.
През 1990 г. Селис получава оферта от американски инвеститори за съвместно производство и заминава за САЩ, където през 1991 г. създава нова пивоварна в Остин (щата Тексас). Новата му бяла бира „Celis White“ отново има успех и продажбите в САЩ бързо започват да растат. Но американските му партньори го притискат за бързо възвръщане на инвестициите, и, за да се разплати с тях, Селис подписва нов договор, този път с „Miller“, втората по големина пивоварна компания в САЩ. Този договор също се оказва неизгоден – от „Miller“ назначават нова администрация, прекратяват купуването на качествен чешки хмел, за да намалят разходите, и в крайна сметка от 22 000 барела годишно, производството пада на 15 000 барела. През 1996 г. Пиер Селис отново е принуден да продаде дела си в остинската пивоварна и заедно с жена си се връща в родния Хугарден. Скоро след това – през 2000 г. „Miller“ затваря пивоварната в Остин. В края на 2002 г. „Miller“ продава марката „Celis White“ на „Michigan Brewing Company“, която възражда производството на „Celis White“ в САЩ с благословията на своя Пиер Селис и дъщеря му Кристин Селис. В Европа оригиналната „Celis White“ започва да се вари от белгийската пивоварна „Brouwerij Van Steenberge“.
На 17 декември 2005 г. Пиер Селис е обявен за почетен гражданин на Хугарден. През март 2006 г. той обявява, че ще се върне в Тексас, за да изгради в град Бланко (щата Тексас) ново съвместно предприятие с компанията „Real Ale Brewing Company“, но тези планове остават нереализирани. Здравето на прочутия пивовар постепенно се влошава и той умира на 9 април 2011 г. в Тийнен, Белгия, на 86-годишна възраст.